# 大垣市医師会看護専門学校
大垣市医師会看護専門学校（おおがきしいしかいかんごせんもんがっこう）は、岐阜県大垣市緑園にある専修学校。一般社団法人大垣市医師会が運営する。

## 概要
1979年（昭和54年）開校の岐阜県立大垣看護専門学校につき、2006年度（平成18年度）から県が校舎や敷地を無償貸与し、運営を大垣市医師会に移管して設立された。西濃地域の看護師養成を図るため、施設や設備だけでなく、在校生もそのまま引き継いだ。定員1学年40人である。
2026年（令和8年）4月からの学生募集を停止。2028年（令和10年）3月で閉校予定である。

## 略歴
- 2006年（平成18年）4月1日：開校。

## 所在地
- 岐阜県大垣市緑園129

## 交通アクセス
- JR「大垣駅」より徒歩約20分。